# Glottiphyllum suave
Glottiphyllum suave är en isörtsväxtart som beskrevs av Nicholas Edward Brown. Glottiphyllum suave ingår i släktet Glottiphyllum och familjen isörtsväxter. Inga underarter finns listade i Catalogue of Life.